# Ossa di morto
Le ossa di morto (ossa i mortu in siciliano) o scardellini o mustazzoli sono biscotti tradizionali siciliani, inseriti nella lista dei prodotti agroalimentari tradizionali italiani (P.A.T) del Ministero delle politiche agricole alimentari e forestali (Mipaaf).
Conosciuti anche come nucatoli, mustazzoli, scardellini, moscardini o paste di garofano, si preparano in occasione della commemorazione dei defunti e hanno la forma di piccole ossa umane.

## Preparazione
Entrambe le parti del biscotto sono realizzate con lo stesso impasto, a base farina, acqua, zucchero e spezie come cannella e chiodi di garofano: l'impasto viene preparato, modellato e lasciato riposare per alcuni giorni, finché la superficie si è asciugata del tutto. Quindi i biscotti vengono cotti in forno: la parte superiore diventerà bianca e dura, mentre la base, inumidita, risulterà più scura, morbida e caramellata, grazie allo zucchero colato dalla parte superiore.